# 1911 în literatură
- 1910 în literatură — 1911 în literatură — 1912 în literatură

Anul 1911 în literatură a implicat o serie de noi cărți semnificative.

## Cărți noi
- L. Frank Baum - The Sea Fairies
  - - The Daring Twins
  - - Aunt Jane's Nieces and Uncle John (ca "Edith Van Dyne")
  - - The Flying Girl (ca "Edith Van Dyne")
- Max Beerbohm — Zuleika Dobson
- Arnold Bennett — The Card
- J. D. Beresford — The Hampdenshire Wonder
- Frances Hodgson Burnett — The Secret Garden
- J. E. Casely-Hayford - Ethiopia Unbound
- G. K. Chesterton — The Innocence of Father Brown
- Hugh Clifford — The Downfall of the Gods
- Joseph Conrad — Under Western Eyes
- Marie Corelli — Life Everlasting
- Ford Madox Ford — Ladies Whose Bright Eyes
- E. M. Forster — The Celestial Omnibus
- Charlotte Perkins Gilman - Moving the Mountain
- Eduard von Keyserling — Wellen
- Valery Larbaud — Fermina Márquez
- D. H. Lawrence — The White Peacock
- Gaston Leroux — The Phantom of the Opera
- Beatrix Potter — The Tale of Timmy Tiptoes
- Baroness Orczy — A True Woman
- Forrest Reid — The Bracknels
- Bram Stoker — The Lair of the White Worm
- Mary Augusta Ward — The Case of Richard Meynell
- H. G. Wells — The New Machiavelli
- Edith Wharton — Ethan Frome
- Owen Wister — Padre Ignacio
- Saki — The Chronicles of Clovis
- Violet Jacob — Flemington
- J.M. Barrie — Peter and Wendy
- L. M. Montgomery — The Story Girl
- Gene Stratton-Porter — The Harvester
- Theodore Dreiser — Jennie Gerhardt
- Kathleen Thompson Norris — Mother
- Katherine Mansfield — In A German Pension
- Jean Webster — Just Patty
- Sigrid Undset — Jenny
- R. Austin Freeman — The Eye of Osiris
- Algernon Blackwood — The Centaur
- Anna Katherine Green — Initials Only
- J.D. Beresford — The Hampdenshire Wonder
- Edna Ferber — Dawn O'Hara
- Mary Johnston — The Long Roll
- Hugh Walpole — Mr. Perrin and Mr. Traill

## Premii
- Premiul Nobel pentru Literatură: